# Ранги и Папа
Ранги и Папа (или Рангинуи и Папатуануку) — в мифологии полинезийского народа маори отец-небо и мать-земля, упоминаемые в легенде о сотворении мира.

## Происхождение
Существует множество версий легенд, в которых рассказывается о происхождении и жизни Ранги и Папа. Согласно легенде племени нгаи-таху с острова Южный, Ранги является сыном Маку и его жены Ма-хора-нуи-а-теа. Впоследствии Ранги, у которого было несколько жён, стал отцом множества отпрысков, большинство из которых были божествами. Одной из его супруг стала Папа, сбежавшая жена бога моря Тангароа, который, разозлившись на Ранги, ранил его бедро копьём (Dixon 1971:11).
Согласно второй версии, Ранги-потики (вероятно, имеется в виду Ранги) был сыном Маку и Махора-нуи-а-ранги. Взяв в жёны Папа, Ранги-потики стал отцом многочисленных божеств. Сама же Папа появилась из первозданного моря.
В других же легендах и вовсе отсутствует описание происхождения Ранги и Папа (Dixon 1971:12), но даётся подробное описание всех жён Ранги, которых было шесть: Поко-ха-руа-те-по (маори Poko-ha-rua-te-po; её детьми стали Ха-нуи-о-ранги, Та-фири-ма-теа и целой серии ветров, ритуалов, заклинаний, каждый из которых был персонифицирован), Папа-ту-а-ну-ку (маори Papa-tu-a-nu-ku; мать Рехуа, Тане, Паиа, Ту, Ронго, Ру и других второстепенных божеств), Хеке-хеке-и-папа (маори Heke-heke-i-papa; мать Тама-нуи-а-ранги и ряд других божеств), Хоту-папа (маори Hotu-papa) и ещё две жены.
Хотя в легендах утверждается о существовании нескольких жён, первостепенное значение у маори играла именно Папа, мать-земля.

## Разъединение Ранги и Папа
Сведения о сотворении мира в мифологии маори сохранились в местных мольбах, или каракиа (маори karakia), которые передавались изустно из поколения в поколение. Согласно им, до того как появился свет, существовала только ночь (маори Te Po), до которой, в свою очередь, ничего не было кроме пустоты (маори Te Kore). Ночь была бесконечно длинной и бесконечно тёмной:
Первый свет, который существовал, был не больше, чем полоска света, напоминающая червя, и когда солнце и луна были созданы, то не было ни глаз, и ничего, что бы увидело их, не было даже каитиаки (маори kaitiaki), или покровителей. Начало было создано из ничего.

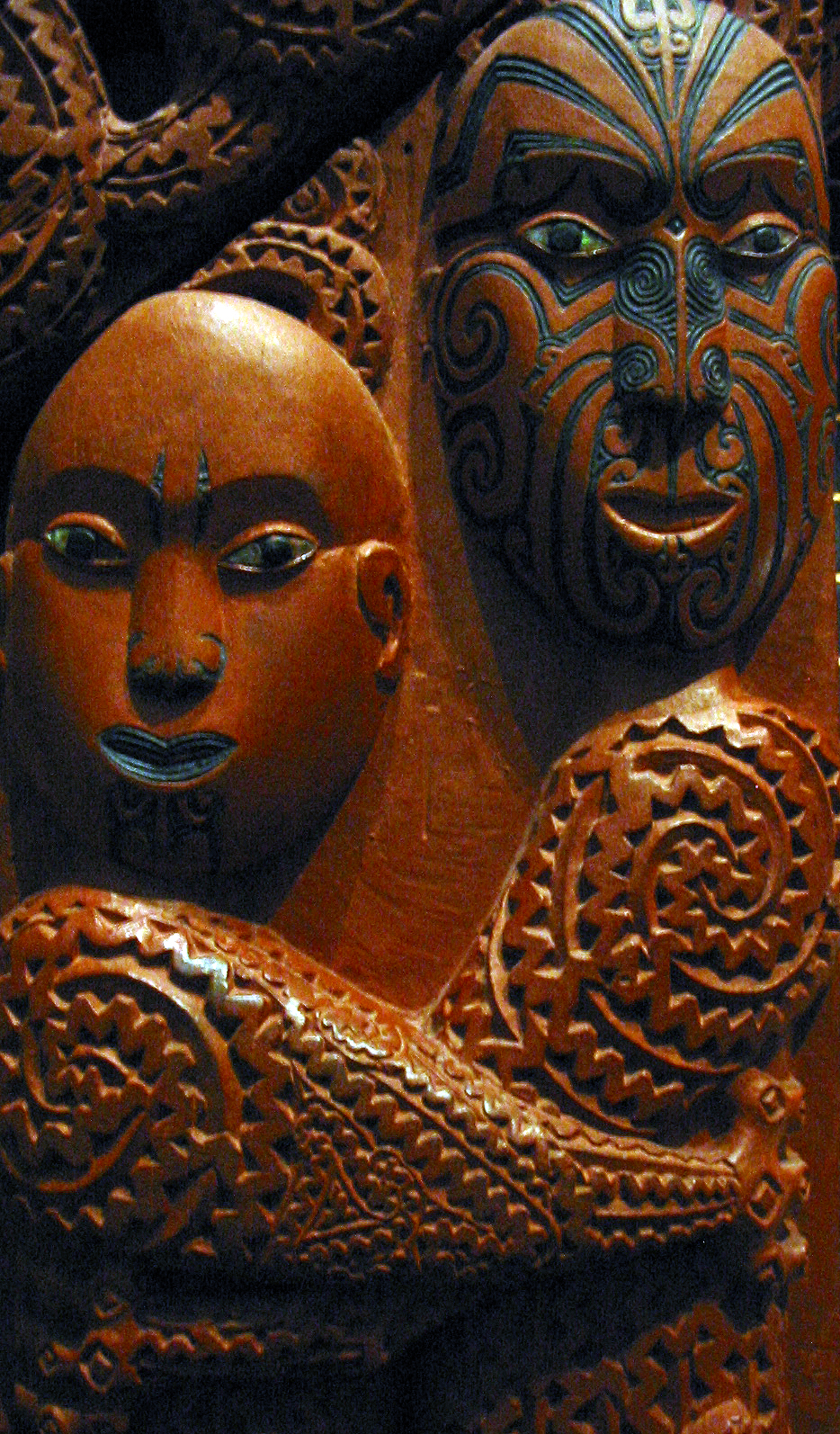
Изображение обнявшихся Ранги и Папа.

Согласно одной из версий маори, Ранги (маори Rangi), или отец-небо, и Папа (маори Papa), или мать-земля, были созданы из ночи и пустоты, которые существовали в темноте хаоса. Ранги, влюбившись в Папа, спустился к ней с небес, украсив её нагое тело многочисленными растениями и деревьями и создав различных насекомых, рыб и других живых существ. Затем Ранги лёг на Папа, тесно обняв её. В темноте между телами Ранги и Папа впоследствии поселились их отпрыски мужского пола, включая многочисленных богов (Dixon 1971:36). Небо все ещё лежало на земле, и между ними не проникал свет. Существовало 12 небес, и самый нижний из них слой лежал на земле, делая её бесплодной. Земля была покрыта вьющимися растениями и мелкими сорняками, а в море была только чёрная вода, томная как ночь. То время, когда существовали эти вещи, казалось бесконечным.
Со временем дети Ранги и Папа, измотанные продолжающейся темнотой и теснотой, собрались вместе, чтобы решить, что нужно сделать с их родителями, чтобы оказаться на свободе. «Должны ли мы убить их, зарезать, или разделить нашего отца и мать?» — долго они спрашивали друг у друга. В конце концов, Туматауэнга (маори Tūmatauenga), самый яростный из отпрысков, покровитель войны, сказал: «Хорошо. Давайте убьём их».
Но Тане (маори Tāne), покровитель леса, ответил: «Нет. Лучше разделить их, и сделать так, чтобы Небо стояло высоко над нами, а Земля лежала здесь внизу. Сделаем так, чтобы Небо было чуждо нам, но позволим Земле оставаться близкой к нам, как наша заботящаяся мать».
Многие сыновья, и Туматауэнга в их числе, видели справедливость и мудрость в этом решении и согласились с Тане. Но остальные не согласились, в том числе, покровитель ветров и штормов Тафириматеа (маори Tawhirimatea), который боялся, что если его родителей разъединят, то его королевство будет свергнуто. Итак, в то время, когда все сыновья дали своё согласие, Тафириматеа молчал и затаил дыхание. Долго ещё братья обсуждали своё решение. К концу периода времени, который не подвластен сознанию человека, они решили, что Папа и Ранги должны быть разъединены, и по очереди они приступили к выполнению своего дела.
Первым начал Ронгоматане (маори Rongomatane), покровитель возделываемых человеком растений. Он поднялся и силой попытался раздвинуть небеса и землю. Когда у Ронгоматне ничего не получилось, следующим поднялся Тангароа (маори Tangaroa), покровитель всех обитателей моря. Он тоже попытался разъединить родителей, но потерпел неудачу. Затем попробовал Хаумиа-тикетике (маори Haumia-tiketike), покровитель всех не возделываемых человеком диких растений, но так же не имел успеха. И тогда вскочил Туматауэнга (маори Tūmatauenga), покровитель войны. Он сделал зарубку в сухожилии, связывающем небо и землю, что вызвало кровотечение. Именно это дало жизнь красному грунту священного цвета. Тем не менее даже Туматауэнга, самый яростный и свирепый из братьев, со всей своей силой не смог разделить родителей. И тогда пришла очередь Тане (маори Tane), покровителя лесов. Медленно, медленно, словно дерево каури (новозеландская сосна, длинной до 60 м), встал Тане между небом и землёй. Сначала он попытался сдвинуть их своими руками, но не сумел. И тогда он сделал паузу, и эта пауза длилась бесконечно долгое время. После этого он облокотил свои плечи о Землю, а свои ступни — о Небо. И скоро, хотя не совсем скоро, так как время было огромно, Небо и Земля начали отступать друг от друга.
Родители детей закричали и спросили их: «Зачем вы совершаете это преступление, зачем вы хотите убить любовь ваших родителей?»
Великий Тане толкнул со всей силой, той, которая была силой роста. Далеко под собой он нажал на Землю. Далеко над собой он толкнул Небо, и задержал его там. Сухожилие, которое связывало их, было сильно растянуто. Туматауэнга подпрыгнул и ударил по узам, которые связывали их родителей, и кровь хлынула на землю. Сегодня это коковаи (маори kokowai), красная охра, смешанная с маслом акул и используемая для раскраски тела и лица, священная красная земля, которая была создана, когда на рассвете времени пролилась первая кровь.
Когда Ранги и Папа были разделены, пространство между ними наполнилось светом, а по всему миру были разбросаны разнообразные божества, люди и другие отпрыски, которые до этого долгое время находились в тёмном пространстве между своими родителями.

## Война между богами
В то время как большинство детей Ранги и Папа согласились с разделением родителей, Тафириматеа, бог ветра и штормов, сильно разозлился. Он не мог стерпеть плача своих родителей, оказавшихся далеко друг от друга, поэтому пообещал братьям, что будет мстить им. Для этого Тафириматеа улетел к отцу, чтобы воспитать на небе своих отпрысков: многочисленные ветра. Для борьбы со своими братьями, он собрал целую армию своих детей, в которую входили разнообразные ветра и облака, включая порывистые ветра, вихри, плотные облака, ураганы, штормы, дождь, дымка и туман. Когда ветра показывают свою силу, то повсюду летит пыль, а деревья бога Тане ломаются и падают на землю.
Когда Тафириматеа нападает на океаны, то образуются огромные волны и водовороты, а бог моря Тангароа бежит в панике. У Пунга (маори Punga), сына Тангароа, есть два сына: Икатере (маори Ikatere), отец рыб, и Ту-те-вехивехи (маори Tu-te-wehiwehi), предок рептилий. Боясь атак Тафириматеа, рыбы ищут приюта в море, а рептилии в лесу. Из-за этого Тангароа сильно зол на бога Тане, который приютил убежавших детей. Теперь он мстит, переворачивая каноэ и затапливая дома, земли и деревья и унося их в открытый океан.
Затем Тафириматеа нападает на своих братьев Ронго и Хаумиа-тикетике, богов культивируемых и не культивируемых человеком растений. Но их отец Папа прячет своих детей от гневного брата в матери-земле. Следующей жертвой Тафириматеа становится Туматауэнга, но перед ним бог ветра оказывается бессильным. Стойко держится и Туматауэнга. Гнев спадает, и наступает мир.
Туматауэнга сильно обиделся на своих братьев, которые не помогли ему в противостоянии с Тафириматеа. Чтобы им отомстить, он сплёл силки для ловли птиц, детей Тане, которые с тех пор не могли свободно летать по лесу. Затем Туматауэнга сделал сети из льна, которые бросил в океан. Вместе с ними он вытащил на берег детей Тангароа. Также Туматауэнга сделал мотыгу и сплёл корзину. Выкопав из земли все растения со съедобными корнеплодами, он сложил их в корзину, а затем положил на солнце, где все они засохли. Единственным братом, которого он не наказал, был Тафириматеа, чьи штормы и ураганы до сих пор нападают на человеческий род.

## Тоска Ранги и Папа
После разделения Ранги и Папа, Тане решил украсить наготу своего отца многочисленными звёздами. Солнце и луна в представлениях маори являются отпрысками Ранги, которые впоследствии были размещены на небе.
Однако родители до сих пор продолжают тосковать друг по другу: Ранги плачет, и его слёзы падают на Папа, показывая, что он до сих пор любит свою жену. Туман же, который тянется от земли, является вздохами Папа.

## Альтернативные имена Ранги и Папа

### Ранги
- Раки (используется на Южном острове)
- Рангинуи
- Ранги-потики: возможно, одно из названий Ранги или близкородственного божества

### Папа
- Папатуануку